# Exposition internationale de 1930 (Anvers)
L'Exposition internationale de 1930 (ou Exposition internationale coloniale, maritime et d'art flamand) s'est tenue à Anvers en Belgique du 26 avril 1930 au 4 novembre 1930 à l'occasion du centenaire de l'indépendance belge. De même, une seconde exposition a été simultanément organisée à Liège.

## Historique
L'Exposition internationale de 1930 à Anvers est consacrée aux domaines maritime et colonial alors que celle de Liège est avant tout une exposition de la grande industrie et des sciences, le but étant de rendre compte des innovations depuis 1830, date de l'indépendance du pays.
Ces expositions font suite à un compromis. La Belgique avait pris à son compte l'organisation d'une exposition internationale en 1914 mais n'avait déterminé encore aucun lieu pour celle-ci. La Première Guerre mondiale vient interrompre les préparatifs et, après les Jeux olympiques d'été de 1920 à Anvers, cette question reste à trancher. 
En 1926, le gouvernement belge décide d'organiser en 1930 une exposition simultanée à Anvers (Exposition internationale coloniale, maritime et d'art flamand) et Liège (Exposition internationale de la grande industrie, sciences et applications, art wallon ancien),  les thèmes étant ainsi répartis entre ces deux villes. C'est la raison pour laquelle ces deux expositions conjointes ne sont pas considérées comme étant des Expositions universelles.
L'inauguration de l'exposition d'Anvers a lieu le 26 avril 1930, en présence du roi Albert Ier de Belgique, de la reine Élisabeth, des personnalités belges ainsi que des représentants des pays étrangers. Les inaugurations successives des autres pavillons se poursuivent dans le courant du mois de mai.
18 pays européens y participent auxquels s'ajoutent les colonies. Parmi ceux-ci, le Brésil, le Chili, la Colombie, le Pérou, le Costa Rica, la Grande-Bretagne, les Indes néerlandaises, le Japon, la France, les Pays-Bas, l'Italie, le Portugal, le Maroc, la Tunisie, Angola, la Norvège, la Suède, la Finlande, le Danemark, la Hongrie, la Pologne, les villes Hanséatiques, la ville de Dantzig le Canada et la Nouvelle-Zélande.

## Description
L'exposition anversoise était située dans le quartier de l'exposition et au quartier du Kiel entre Berchem et l'Escaut à l'emplacement d'un ancien fort dont une partie a été maintenue comme espace vert. Deux ponts identiques ont été construits sur les douves du fort qui subsistent encore à l'heure actuelle.
L'arche d'entrée monumentale donne accès à la vaste Place du Centenaire. Les édifices couvrent une superficie de 69 ha, les pavillons le plus impressionnants se situant sur l'Avenue de la Colonie :
- bâtiments et œuvres subsistantes :
  - Boerentoren (tour des Paysans), avec ses 97 mètres de haut qui est le plus haut immeuble de la ville d'Anvers ;
  - église du Christ-Roi d'Anvers autrefois musée d'art flamand ;
  - les deux ponts de l'exposition ;
  - Pavillon d'art flamand ancien (transformé par la suite en école) ;
  - Pavillon suédois à Kruibeke ;
  - Douze toiles du peintre Fernand Allard l'Olivier décorant le hall d'entrée du Palais du Congo sont encore visibles à l'Institut de médecine tropicale à Anvers. Sur des fonds Art déco métalliques d'or et d'argent, sont peints les portraits en pied de Congolais et de Congolaises.
- bâtiments disparus : arche d'entrée monumentale, la Vieille Belgique (architectes : Joseph de Lange et F. Blockx)[4], Palais du Congo, Palais des Arts décoratifs, Palais de la Brasserie, Pavillon des Papeteries Anversoises, Palais des Fêtes, Palais du Centenaire, Pavillon de la ville d'Anvers (à proximité de l'entrée principale), du quartier de Borgerhout, de Liège, la Ferme électrifiée de la province d'Anvers, le Salon de l'Automobile, le Pavillon de l'électricité, le Pavillon du gaz, Halls de la navigation, du transport et de l'agriculture, Pavillons du Canada, des villes hanséatiques, de la France, de la Grande-Bretagne, de la Hollande, du Portugal, de l'Italie, du Japon, du Danemark, de la Norvège, de la Finlande, de la Pologne, de Lettonie, de la ville de Dantzig, de la Hongrie, etc.[5]

## Comité d'organisation
Par arrêté royal du 18 août 1928, le comte Adrien Van der Burch est nommé par le gouvernement belge commissaire général de l'exposition internationale d'Anvers 1930. Alfred Martougin est quant à lui président du comité exécutif tandis que le baron Raymond de Terwagne et le colonel Léon Delporte en sont les directeurs généraux.

## Autres événements
L'exposition a accueilli une série d'autres événements tels que des concerts, des conférences, des défilés de mode, des spectacles de danse, le Congrès international des cercles de fermières en août 1930 et le Congrès international des fabricants de chocolat et de cacao en septembre 1930.

## Galerie

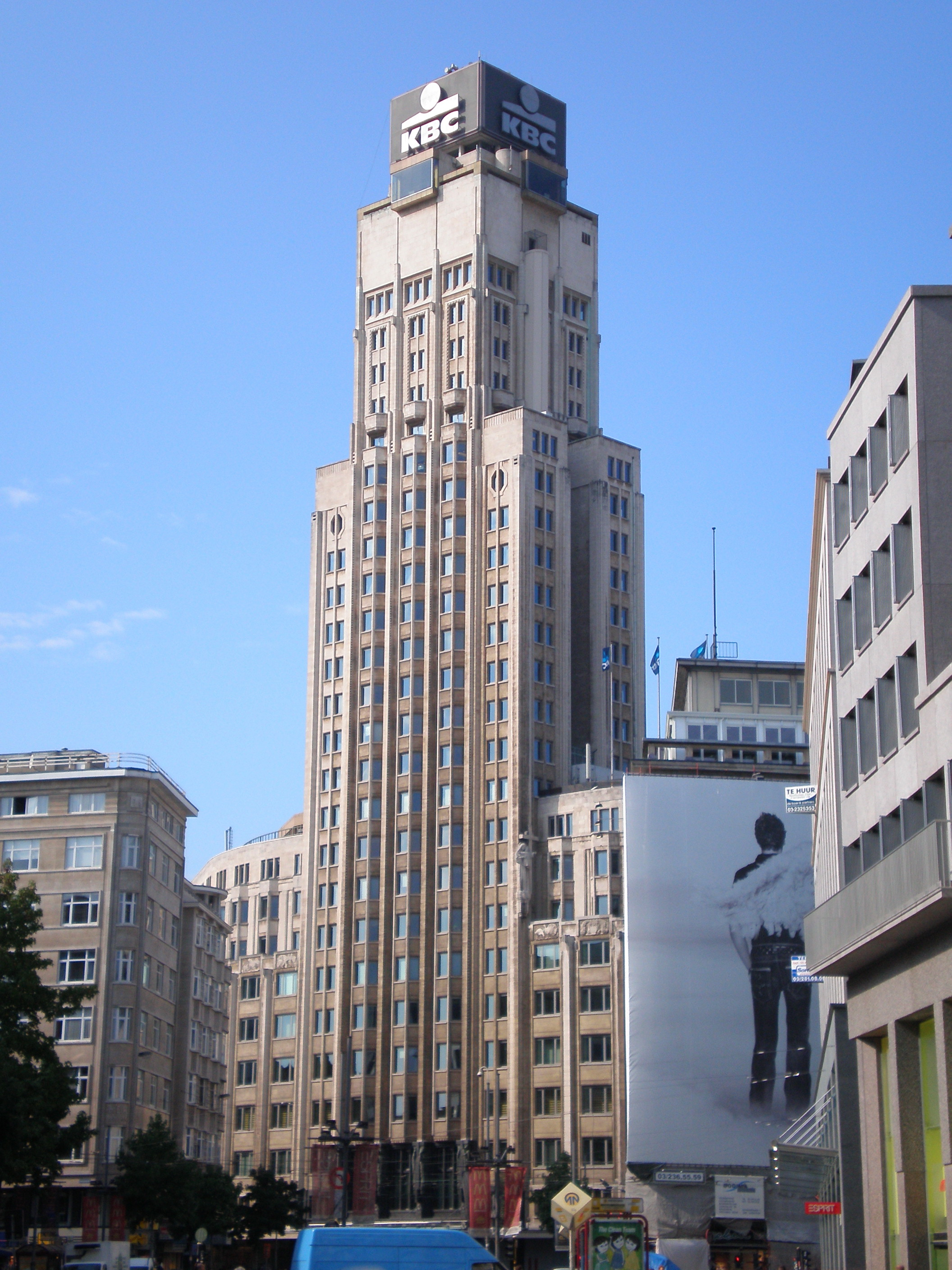
Boerentoren.
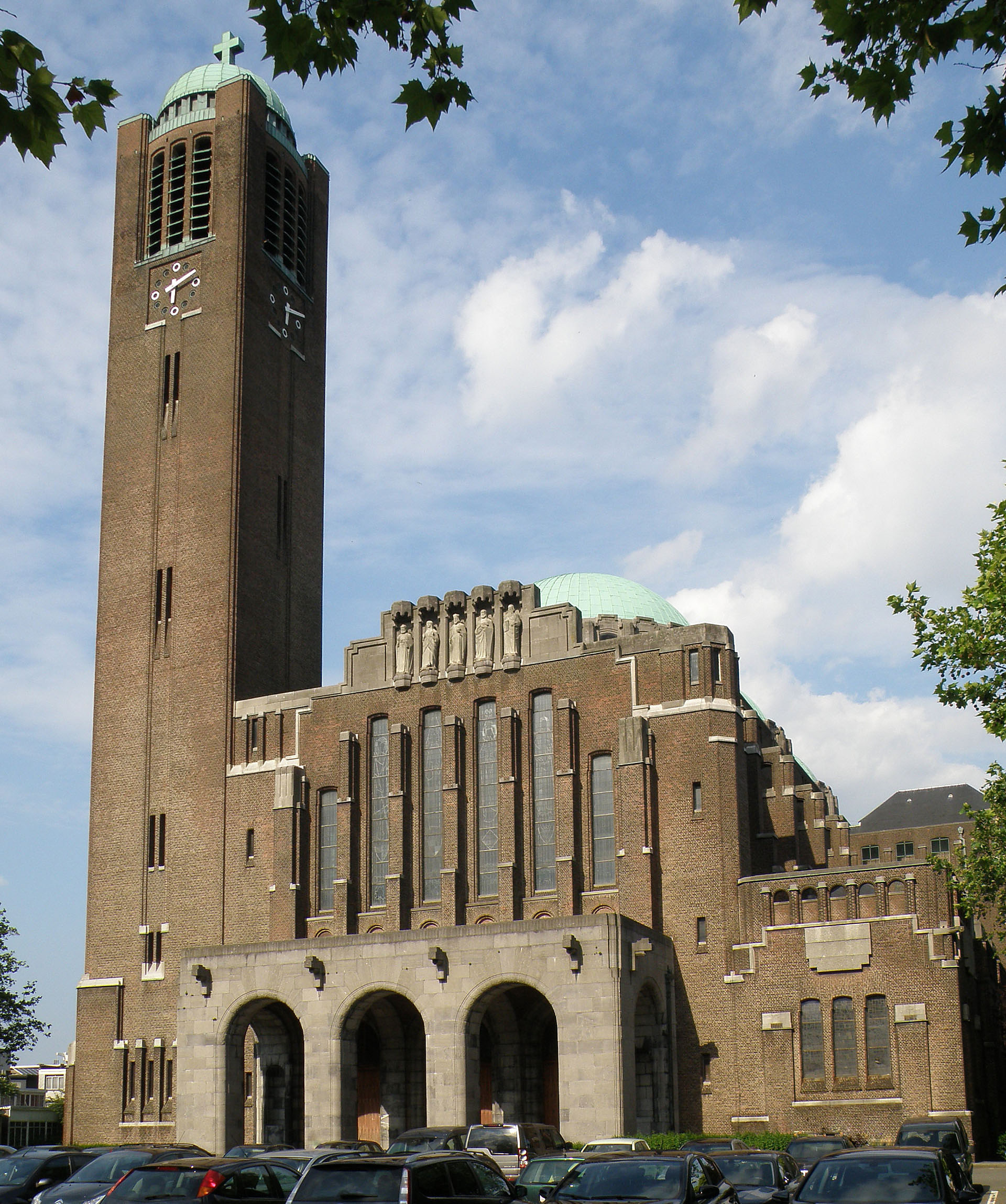
église du Christ-Roi.
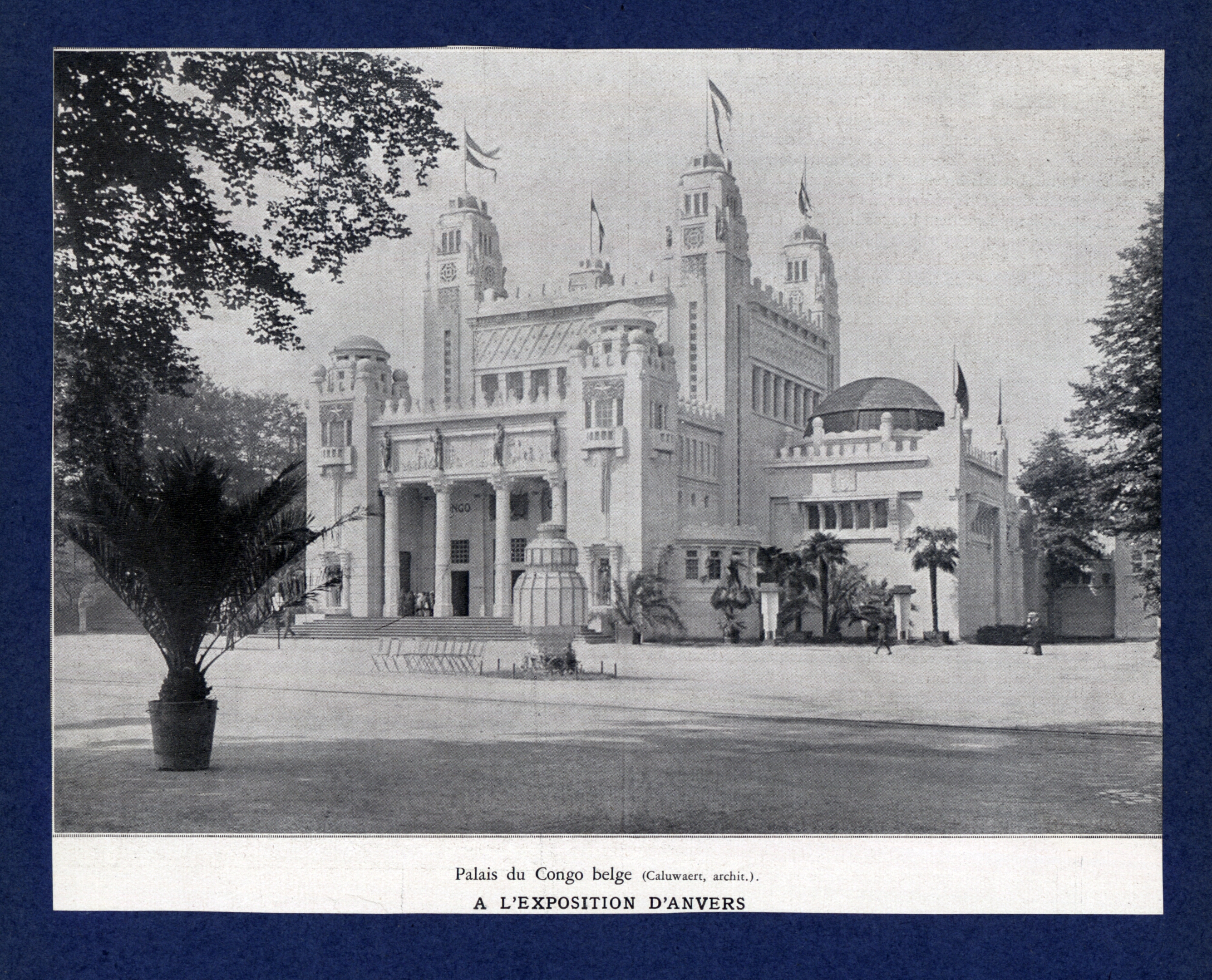
Palais du Congo belge.
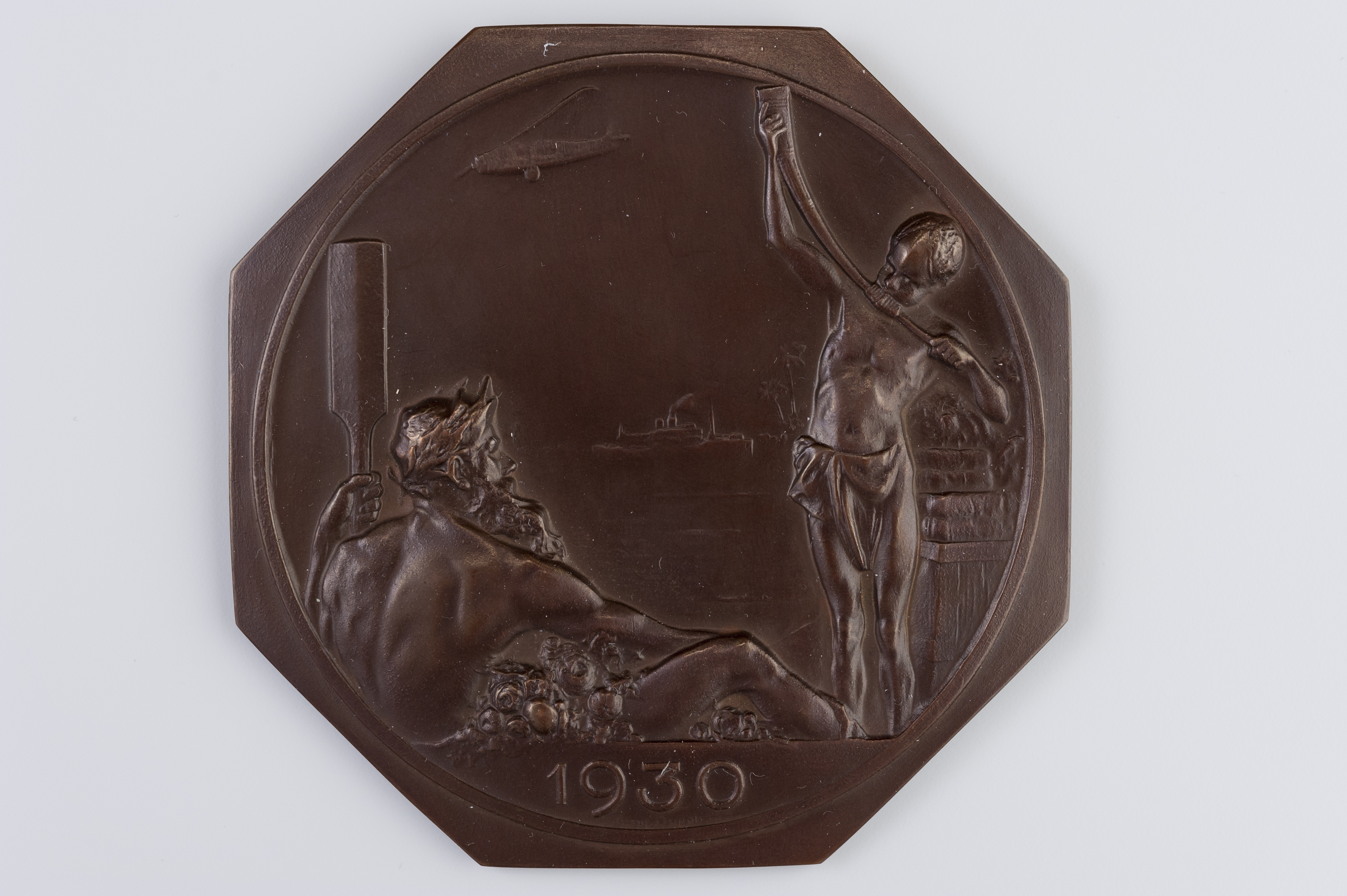
Médaille commémorative de l'Exposition d'Anvers.

### Articles liés
- Exposition universelle de 1905
- Exposition internationale 1939